# Скаррэтт, Эмили
Эмили Скаррэтт (англ. Emily Scarratt, родилась 8 февраля 1990) — английская регбистка, играющая на позиции центра и фуллбэка в команде «Личфилд», сборных Англии по регби-15 и регби-7. Чемпионка мира по классическому регби 2014 года, чемпионка Европы по регби-7 2012 года. Лучшая регбистка Англии 2013 года. Лучшая регбистка мира 2019 года.

## Карьера

### Клубная
В детстве Эмили занималась хоккеем, английской лаптой и баскетболом. Ей предлагали специальную американскую баскетбольную стипендию, от которой девочка отказалась. Перешла в регби, играла за «Лестер Форрест», с 2007 года защищает цвета «Личфилда».

### В сборной
В сборной Англии дебютировала в 2008 году, оформив 12 попыток в 12 играх подряд. Подобное ранее удавалось только Брайану О'Дрисколлу из Ирландии. В составе сборной Англии она играла на чемпионатах мира 2010 и 2014 годов: в первом случае Англия в финале проиграла Новой Зеландии и довольствовалась серебряными медалями, а во втором сломила в финале Канаду и завоевала титул чемпионок мира. Эмили набрала 70 очков на турнире, став лучшим бомбардиром, а в финале набрала все 16 очков (попытка, три пенальти и реализация).  Эмили была заявлена на чемпионат мира 2017 года в Ирландии как вице-капитан. В её активе также есть победа на Кубке шести наций 2012 года.
Эмили также играет за сборную Англии по регби-7: в её активе также есть не менее 12 попыток, а также победа на чемпионате Европы в 2012 году. За свои выступления она номинировалась на приз лучшей регбистки года в регби-7. В составе сборной Великобритании по регби-7 выступила на Олимпиаде в Рио-де-Жанейро и заняла 4-е место с командой.

## Личная жизнь
Получила высшее образование в области физической культуры в Университете Лидса. Работала преподавателем физкультуры в школе имени короля Эдуарда в Бирмингеме, как и её подруга по сборной Наташа Хант.